# 낱장기
낱장기는 장기 대국의 종반전에 기물이 몇 개 남지 않았을 경우, 승패를 결정짓기 위한 기물의 정형화된 형태를 뜻한다. 조각장기라는 말도 간혹 쓰인다. 남은 기물이 대기물(大棋物)인지 소기물(小棋物)인지, 그리고 차(車)의 유·무(有·無)의 따라 각기 낱장기 유형으로 구분된다. 대표적인 낱장기 유형은 다음과 같다.

## 대삼능
- 대삼능(大三能)은 어느 한쪽에서 차(車)를 제외한 대기물(大棋物) 3개가 남은 형태를 말한다.

## 소삼능
- 소삼능(小三能)은 어느 한쪽에서 차(車)를 제외하고 소기물(小棋物)인 졸·병(卒·兵)을 한개 이상 포함한 기물(棋物) 3개가 남은 형태를 말한다.

## 차삼능
- 차삼능(車三能)은 어느 한쪽에서 차(車)를 한개 이상 포함한 기물(棋物) 3개가 남은 형태를 말한다. 차를 포함한 쪽이 소기물(小棋物)인 졸·병(卒·兵)을 포함했는가의 여부에 관계없이 무조건 차삼능이라 불린다.

## 차이능
- 차이능(車二能)은 어느 한쪽에서 차(車) 한개와 기물(棋物) 한개가 남은 형태를 말한다. 차(車)만 두 개 남아도 차이능으로 분류된다.